# كريستي ميتشل
كريستي ميتشل (بالإنجليزية: Kirsty Mitchell)‏ هي ممثلة بريطانية، ولدت في 28 يونيو 1974 بغلاسكو في المملكة المتحدة.

## أعمال

### أفلام
- (2017) الحارس الشخصي لقاتل محترف[4]

## وصلات خارجية
- كريستي ميتشل على موقع IMDb (الإنجليزية)
- كريستي ميتشل على موقع ألو سيني (الفرنسية)
- كريستي ميتشل على موقع أول موفي (الإنجليزية)
- كريستي ميتشل على موقع قاعدة بيانات الأفلام السويدية (السويدية)
- كريستي ميتشل على موقع قاعدة بيانات الفيلم (الإنجليزية)
- كريستي ميتشل على موقع كينوبويسك (الروسية)